# Kolbovce
Kolbovce – wieś (obec) na Słowacji położona w kraju preszowskim, w powiecie Stropkov. Pierwsze wzmianki o miejscowości pochodzą z roku 1408.
Według danych z dnia 31 grudnia 2012, wieś zamieszkiwało 196 osób, w tym 94 kobiety i 102 mężczyzn.
W 2001 roku rozkład populacji względem narodowości i przynależności etnicznej wyglądał następująco:
- Słowacy – 82,87%
- Rusini – 11,05%
- Ukraińcy – 3,31%

Ze względu na wyznawaną religię struktura mieszkańców kształtowała się w 2001 roku następująco:
- Katolicy rzymscy – 4,97%
- Grekokatolicy – 80,11%
- Prawosławni – 11,60%
- Nie podano – 3,31%